# بيراسميلو (تشهاردانغة)
بیراسمیلو (بالفارسية: پیراسمیلو) هي منطقة سكنية تقع في إيران في قسم تشهاردانغة الریفي. يقدر عدد سكانها بـ 117 نسمة.